# Zofia Gostomska-Zarzycka
Zofia Gostomska-Zarzycka (ur. 21 stycznia 1899 w Przemyślu, zm. 4 marca 1952 w Krakowie) – bibliotekarka, po II wojnie światowej współtwórczyni Biblioteki Uniwersyteckiej we Wrocławiu, jedyna kobieta w Grupie Naukowo-Kulturalnej, pierwszej pionierskiej we Wrocławiu.

## Życiorys
Urodziła się 21 stycznia 1899 w Przemyślu.  Po tym, jak w 1916 w Wiedniu zdała maturę, pracowała jako prywatna nauczycielka i dziennikarka. Znała niemiecki i francuski. W 1921 została stypendystką w Bibliotece Zakładu Narodowego im. Ossolińskich we Lwowie. Rozpoczęła pracę w bibliotece Ossolineum.
W 1925 wyjechała do Kanady. Tam pracowała na farmach, a później w konsulacie RP m.in. w Montrealu. Była korespondentką kilku czasopism, m.in. dzienników "Słowo Polskie", "Kurier Lwowski" oraz "Ilustrowany Kurier Krakowski". Pisała artykuły podróżnicze i popularnonaukowe do wspomnianych dzienników. Ukazywały się też w "Tęczy" i Ruchu Słowiańskim". Uczestniczyła w życiu emigracji polskiej i m.in. w pracach Polskiego Towarzystwa Pomocy Imigrantom w Winnipegu.
W 1930, po powrocie do Polski, wróciła do pracy w lwowskim Ossolineum, gdzie katalogowała i konserwowała zbiory. Odpowiadała za dział wymiany książek z zagranicą. Opublikowała wspomnienia z wyjazdu do Kanady w postaci książki. Pisała też o historii łowiectwa w Polsce.
W 1942 wyjechała ze Lwowa i przeprowadziła się do Krakowa. Mieszkała u siostry Aleksandry Brandysowej. Do końca wojny pracowała w instytucjach prywatnych. W 1945, po wyzwoleniu Krakowa, zgłosiła się do Biblioteki Jagiellońskiej, by pracować przy zabezpieczaniu porzuconych i zniszczonych księgozbiorów.
Krótko po tym zgłosiła się do pierwszej grupy pionierskiej, która miała pracować we Wrocławiu jako Grupa Naukowo-Kulturalna. Była w niej jedyną kobietą, co zawdzięczała doświadczeniu we władaniu bronią (zrujnowane miasto pełne było niewybuchów, ledwo co skończyła się wojna). Początkowo, od maja 1945, pracowała tylko w parze z dr. Antonim Knotem, późniejszym profesorem i wieloletnim dyrektorem Biblioteki Uniwersyteckiej we Wrocławiu. Pozostałe osoby dołączyły w maju i czerwcu 1945. Zdaniem grupy było m.in. przygotowanie Biblioteki Uniwersyteckiej, która w sierpniu 1945 miała zacząć udostępniać swoje zbiory. Biblioteka miała być gotowa na inaugurację roku akademickiego 1945/1946. Gostomska jeździła do różnych miejscowości w okolicy Wrocławia, szukając zbiorów ukrytych w kościołach, pałacach, magazynach itp., potem je zabezpieczała i katalogowała. Następnie organizowała Gabinet Śląski (potem przemianowany na Gabinet Śląsko-Łużycki), którym kierowała do momentu odejścia z uczelni.
Gromadziła informacje o śląskich miastach, sztuce i folklorze. Po 1945 współpracowała z wrocławską prasą. Pisała m.in. do "Słowa Polskiego", "Ilustrowanego Kuriera Codziennego" i "Śląskiego Kwartalnika Historycznego Sobótka". Napisała jeden z pierwszych powojennych przewodników po Wrocławiu. Prowadziła kronikę Grupy Naukowo-Kulturalnej. W 1950 z okazji pięciolecia Uniwersytetu Wrocławskiego oraz Politechniki Wrocławskiej napisała kronikę Delegatury Ministra Oświaty we Wrocławiu w 1945, bazując m.in. na własnych wspomnieniach.
W dniu 23 sierpnia 1947 wyszła za mąż za adiunkta Wydziału Rolnego Uniwersytetu Wrocławskiego dr. inż. Kazimierza Zarzyckiego. W dniu 17 lutego 1951 mąż zmarł. Zarzycka wyjechała do Krakowa, gdzie zaczęła pracę w Bibliotece Głównej Akademii Górniczo-Hutniczej. Niebawem zmarła. Została pochowana na cmentarzu Rakowickim w grobowcu Zarzyckich, ale jej nazwisko nie jest wymienione na tablicy.

## Wybrane prace
- Z kanadyjskich szlaków, Lwów 1931
- Echa staropolskiej kniei. Z dziejów łowiectwa w Polsce, Lwów 1933
- Przewodnik po Wrocławiu, Wrocław 1946[3]

## Upamiętnienie
W 2020 była jedną z bohaterek wystawy plenerowej we Wrocławiu "Powojenne wrocławianki i ich dzieła".